# بارتون كوش
بارتون كوش (بالإنجليزية: Barton Koch)‏ هو لاعب كرة قدم أمريكية أمريكي، ولد في 22 أبريل 1907 في تمبل في الولايات المتحدة، وتوفي في 28 أبريل 1964.